# E. T. C. Werner
Edward Theodore Chalmers Werner (* 12. November 1864 in Dunedin, Otago, Neuseeland; † 7. Februar 1954) war ein britischer Sinologe. Sein bekanntestes Werk ist Myths and Legends of China  (London et al.: Harrap 1924).